# Lista di asteroidi (695001-696000)
Di seguito una lista di asteroidi dal numero 695001  al 696000 con data di scoperta e scopritore.

## 695001–695100
| Nome   | Designazione provvisoria | Data di scoperta  | Scopritore                |
| ------ | ------------------------ | ----------------- | ------------------------- |
| 695001 | 2015 UC53                | 23 aprile 2011    | Pan-STARRS                |
| 695002 | 2015 UG53                | 12 settembre 2015 | Pan-STARRS                |
| 695003 | 2015 UT53                | 12 settembre 2015 | Pan-STARRS                |
| 695004 | 2015 UF54                | 25 ottobre 2005   | Mount Lemmon Survey       |
| 695005 | 2015 UM54                | 12 settembre 2015 | Pan-STARRS                |
| 695006 | 2015 UR55                | 23 aprile 2011    | Pan-STARRS                |
| 695007 | 2015 UE58                | 14 marzo 2012     | Mount Lemmon Survey       |
| 695008 | 2015 UJ58                | 8 ottobre 2015    | Pan-STARRS                |
| 695009 | 2015 UM60                | 13 aprile 2013    | Spacewatch                |
| 695010 | 2015 UF62                | 10 settembre 2010 | Spacewatch                |
| 695011 | 2015 UP62                | 26 ottobre 2011   | Pan-STARRS                |
| 695012 | 2015 UW64                | 2 luglio 2014     | Mount Lemmon Survey       |
| 695013 | 2015 UE65                | 21 ottobre 2015   | Pan-STARRS                |
| 695014 | 2015 UN66                | 27 giugno 2004    | Spacewatch                |
| 695015 | 2015 UK68                | 15 settembre 2002 | NEAT                      |
| 695016 | 2015 UY69                | 5 febbraio 2013   | Spacewatch                |
| 695017 | 2015 UV70                | 12 agosto 2015    | Pan-STARRS                |
| 695018 | 2015 UA74                | 13 ottobre 2006   | Spacewatch                |
| 695019 | 2015 UF76                | 24 ottobre 2015   | Pan-STARRS                |
| 695020 | 2015 UG83                | 12 agosto 2015    | Pan-STARRS                |
| 695021 | 2015 UO87                | 16 ottobre 2015   | Spacewatch                |
| 695022 | 2015 UP87                | 23 ottobre 2015   | Mount Lemmon Survey       |
| 695023 | 2015 UU87                | 13 ottobre 2010   | Mount Lemmon Survey       |
| 695024 | 2015 UV87                | 1 luglio 2014     | Pan-STARRS                |
| 695025 | 2015 UZ87                | 19 settembre 2003 | Spacewatch                |
| 695026 | 2015 UN88                | 25 luglio 2014    | Pan-STARRS                |
| 695027 | 2015 UO88                | 19 ottobre 2015   | Pan-STARRS                |
| 695028 | 2015 UX88                | 21 ottobre 2015   | Pan-STARRS                |
| 695029 | 2015 UB89                | 20 marzo 2001     | Spacewatch                |
| 695030 | 2015 UJ89                | 21 ottobre 2015   | Pan-STARRS                |
| 695031 | 2015 UO89                | 17 giugno 2009    | Spacewatch                |
| 695032 | 2015 UT89                | 23 ottobre 2015   | Mount Lemmon Survey       |
| 695033 | 2015 UL90                | 25 ottobre 2015   | Pan-STARRS                |
| 695034 | 2015 UX97                | 23 ottobre 2015   | Mount Lemmon Survey       |
| 695035 | 2015 UY97                | 16 ottobre 2015   | Mount Lemmon Survey       |
| 695036 | 2015 UJ99                | 25 ottobre 2015   | Pan-STARRS                |
| 695037 | 2015 UM99                | 23 ottobre 2015   | Mount Lemmon Survey       |
| 695038 | 2015 UX99                | 23 ottobre 2015   | Spacewatch                |
| 695039 | 2015 UK100               | 24 ottobre 2015   | Mount Lemmon Survey       |
| 695040 | 2015 UE101               | 25 ottobre 2015   | Pan-STARRS                |
| 695041 | 2015 UJ103               | 16 ottobre 2015   | Mount Lemmon Survey       |
| 695042 | 2015 VG4                 | 28 maggio 2014    | Pan-STARRS                |
| 695043 | 2015 VJ4                 | 27 gennaio 2012   | Mount Lemmon Survey       |
| 695044 | 2015 VH5                 | 30 settembre 2005 | Osservatorio di Mauna Kea |
| 695045 | 2015 VP5                 | 5 febbraio 2013   | Spacewatch                |
| 695046 | 2015 VH6                 | 1 novembre 2015   | Mount Lemmon Survey       |
| 695047 | 2015 VT7                 | 2 dicembre 2005   | Mount Lemmon Survey       |
| 695048 | 2015 VW7                 | 10 ottobre 2015   | Pan-STARRS                |
| 695049 | 2015 VY9                 | 1 ottobre 2015    | Mount Lemmon Survey       |
| 695050 | 2015 VA10                | 16 febbraio 2012  | Pan-STARRS                |
| 695051 | 2015 VY11                | 2 ottobre 2015    | Mount Lemmon Survey       |
| 695052 | 2015 VR12                | 2 ottobre 2015    | Spacewatch                |
| 695053 | 2015 VK13                | 1 luglio 2014     | Pan-STARRS                |
| 695054 | 2015 VF14                | 28 febbraio 2012  | Pan-STARRS                |
| 695055 | 2015 VM17                | 12 settembre 2015 | Pan-STARRS                |
| 695056 | 2015 VQ17                | 9 aprile 2008     | Mount Lemmon Survey       |
| 695057 | 2015 VS17                | 26 febbraio 2014  | Pan-STARRS                |
| 695058 | 2015 VR18                | 29 ottobre 2010   | Mount Lemmon Survey       |
| 695059 | 2015 VL21                | 17 ottobre 2010   | Mount Lemmon Survey       |
| 695060 | 2015 VC23                | 2 ottobre 2015    | Mount Lemmon Survey       |
| 695061 | 2015 VE24                | 6 settembre 2015  | Pan-STARRS                |
| 695062 | 2015 VK26                | 1 novembre 2015   | Pan-STARRS                |
| 695063 | 2015 VO27                | 16 ottobre 2015   | Spacewatch                |
| 695064 | 2015 VY27                | 1 novembre 2015   | Pan-STARRS                |
| 695065 | 2015 VK28                | 17 settembre 2010 | Mount Lemmon Survey       |
| 695066 | 2015 VF29                | 18 agosto 2009    | Spacewatch                |
| 695067 | 2015 VQ29                | 1 novembre 2015   | Pan-STARRS                |
| 695068 | 2015 VR32                | 1 novembre 2015   | Pan-STARRS                |
| 695069 | 2015 VJ33                | 25 ottobre 2015   | Pan-STARRS                |
| 695070 | 2015 VY36                | 8 ottobre 2015    | Mount Lemmon Survey       |
| 695071 | 2015 VE38                | 27 marzo 2012     | Spacewatch                |
| 695072 | 2015 VP39                | 1 novembre 2015   | Pan-STARRS                |
| 695073 | 2015 VX39                | 25 novembre 2005  | Spacewatch                |
| 695074 | 2015 VO42                | 12 novembre 2010  | Mount Lemmon Survey       |
| 695075 | 2015 VV42                | 8 ottobre 2004    | Spacewatch                |
| 695076 | 2015 VS45                | 9 ottobre 2015    | Mount Lemmon Survey       |
| 695077 | 2015 VF46                | 9 ottobre 2005    | Spacewatch                |
| 695078 | 2015 VS46                | 30 settembre 2011 | Mount Lemmon Survey       |
| 695079 | 2015 VE51                | 12 novembre 2010  | Spacewatch                |
| 695080 | 2015 VH51                | 23 aprile 2009    | Spacewatch                |
| 695081 | 2015 VM51                | 30 agosto 2005    | D. Healy                  |
| 695082 | 2015 VJ52                | 10 settembre 2015 | Pan-STARRS                |
| 695083 | 2015 VN52                | 10 settembre 2015 | Pan-STARRS                |
| 695084 | 2015 VS52                | 2 novembre 2015   | Pan-STARRS                |
| 695085 | 2015 VP53                | 12 settembre 2015 | Pan-STARRS                |
| 695086 | 2015 VX54                | 4 maggio 2014     | Mount Lemmon Survey       |
| 695087 | 2015 VX55                | 27 dicembre 2011  | Mount Lemmon Survey       |
| 695088 | 2015 VF56                | 30 settembre 2006 | Mount Lemmon Survey       |
| 695089 | 2015 VV56                | 18 ottobre 1998   | Spacewatch                |
| 695090 | 2015 VU57                | 7 settembre 2008  | Mount Lemmon Survey       |
| 695091 | 2015 VX59                | 12 ottobre 2015   | Pan-STARRS                |
| 695092 | 2015 VS61                | 24 giugno 2014    | Pan-STARRS                |
| 695093 | 2015 VY61                | 30 aprile 2009    | Spacewatch                |
| 695094 | 2015 VV66                | 9 ottobre 2004    | Spacewatch                |
| 695095 | 2015 VH67                | 16 aprile 2013    | Pan-STARRS                |
| 695096 | 2015 VS67                | 13 agosto 2015    | PMO NEO                   |
| 695097 | 2015 VN69                | 10 ottobre 2015   | Pan-STARRS                |
| 695098 | 2015 VS70                | 27 ottobre 2009   | Mount Lemmon Survey       |
| 695099 | 2015 VJ71                | 25 novembre 2011  | Pan-STARRS                |
| 695100 | 2015 VC72                | 31 dicembre 2011  | Mount Lemmon Survey       |

## 695101–695200
| Nome   | Designazione provvisoria | Data di scoperta  | Scopritore              |
| ------ | ------------------------ | ----------------- | ----------------------- |
| 695101 | 2015 VG73                | 9 ottobre 2012    | Mount Lemmon Survey     |
| 695102 | 2015 VG74                | 28 settembre 2002 | AMOS                    |
| 695103 | 2015 VA75                | 31 luglio 2005    | NEAT                    |
| 695104 | 2015 VD76                | 14 luglio 2009    | Spacewatch              |
| 695105 | 2015 VE76                | 28 ottobre 2005   | Mount Lemmon Survey     |
| 695106 | 2015 VG76                | 6 aprile 2008     | Spacewatch              |
| 695107 | 2015 VF77                | 6 febbraio 1999   | J. Anderson, C. Veillet |
| 695108 | 2015 VD78                | 17 aprile 2013    | Pan-STARRS              |
| 695109 | 2015 VP78                | 6 novembre 2015   | Mount Lemmon Survey     |
| 695110 | 2015 VL79                | 21 settembre 2009 | Mount Lemmon Survey     |
| 695111 | 2015 VT79                | 23 settembre 2015 | Pan-STARRS              |
| 695112 | 2015 VO81                | 27 luglio 2014    | Pan-STARRS              |
| 695113 | 2015 VS81                | 19 marzo 2007     | Mount Lemmon Survey     |
| 695114 | 2015 VA82                | 10 ottobre 2015   | Pan-STARRS              |
| 695115 | 2015 VN82                | 13 marzo 2012     | Mount Lemmon Survey     |
| 695116 | 2015 VW83                | 18 ottobre 2015   | Pan-STARRS              |
| 695117 | 2015 VF84                | 18 settembre 2009 | Mount Lemmon Survey     |
| 695118 | 2015 VQ84                | 13 gennaio 2013   | Mount Lemmon Survey     |
| 695119 | 2015 VR84                | 22 agosto 2009    | N. Teamo                |
| 695120 | 2015 VD88                | 23 settembre 2015 | Pan-STARRS              |
| 695121 | 2015 VJ89                | 4 dicembre 2005   | Mount Lemmon Survey     |
| 695122 | 2015 VY89                | 7 aprile 2002     | Cerro Tololo Obs.       |
| 695123 | 2015 VB92                | 12 marzo 2007     | Mount Lemmon Survey     |
| 695124 | 2015 VZ92                | 15 ottobre 2004   | Mount Lemmon Survey     |
| 695125 | 2015 VL95                | 24 dicembre 2005  | Spacewatch              |
| 695126 | 2015 VQ96                | 10 ottobre 2015   | Pan-STARRS              |
| 695127 | 2015 VZ96                | 18 settembre 1995 | Spacewatch              |
| 695128 | 2015 VC98                | 23 settembre 2008 | Mount Lemmon Survey     |
| 695129 | 2015 VJ98                | 23 dicembre 2012  | Pan-STARRS              |
| 695130 | 2015 VK98                | 7 agosto 2004     | NEAT                    |
| 695131 | 2015 VD99                | 6 marzo 2008      | Mount Lemmon Survey     |
| 695132 | 2015 VB100               | 30 settembre 2006 | Mount Lemmon Survey     |
| 695133 | 2015 VE100               | 30 ottobre 2007   | Spacewatch              |
| 695134 | 2015 VR100               | 7 novembre 2015   | Mount Lemmon Survey     |
| 695135 | 2015 VX100               | 29 settembre 2010 | Mount Lemmon Survey     |
| 695136 | 2015 VB101               | 1 aprile 2013     | Spacewatch              |
| 695137 | 2015 VC103               | 7 novembre 2002   | Kitt Peak Obs.          |
| 695138 | 2015 VO103               | 8 ottobre 2004    | Spacewatch              |
| 695139 | 2015 VZ108               | 13 gennaio 2011   | Mount Lemmon Survey     |
| 695140 | 2015 VA109               | 30 novembre 2010  | Mount Lemmon Survey     |
| 695141 | 2015 VE109               | 9 settembre 2015  | Pan-STARRS              |
| 695142 | 2015 VS110               | 22 agosto 2004    | Spacewatch              |
| 695143 | 2015 VO111               | 7 ottobre 2008    | Mount Lemmon Survey     |
| 695144 | 2015 VW111               | 4 ottobre 2004    | Spacewatch              |
| 695145 | 2015 VJ112               | 22 agosto 2014    | Pan-STARRS              |
| 695146 | 2015 VT112               | 11 aprile 2008    | Mount Lemmon Survey     |
| 695147 | 2015 VE114               | 9 aprile 2013     | Pan-STARRS              |
| 695148 | 2015 VN115               | 16 gennaio 2013   | Mount Lemmon Survey     |
| 695149 | 2015 VU115               | 2 ottobre 2010    | Spacewatch              |
| 695150 | 2015 VF116               | 29 giugno 2014    | Pan-STARRS              |
| 695151 | 2015 VC118               | 10 ottobre 2015   | Pan-STARRS              |
| 695152 | 2015 VH118               | 30 giugno 2014    | Pan-STARRS              |
| 695153 | 2015 VQ118               | 9 settembre 2015  | Pan-STARRS              |
| 695154 | 2015 VT125               | 8 novembre 2010   | Mount Lemmon Survey     |
| 695155 | 2015 VY126               | 7 novembre 2015   | CSS                     |
| 695156 | 2015 VH128               | 28 febbraio 2012  | Pan-STARRS              |
| 695157 | 2015 VN129               | 5 settembre 2008  | Spacewatch              |
| 695158 | 2015 VW129               | 19 settembre 2009 | Mount Lemmon Survey     |
| 695159 | 2015 VT130               | 30 agosto 2005    | Spacewatch              |
| 695160 | 2015 VV130               | 29 giugno 2014    | Pan-STARRS              |
| 695161 | 2015 VX130               | 20 novembre 2004  | Spacewatch              |
| 695162 | 2015 VZ131               | 1 marzo 2008      | Spacewatch              |
| 695163 | 2015 VN132               | 8 settembre 2015  | Pan-STARRS              |
| 695164 | 2015 VV132               | 8 dicembre 2005   | Spacewatch              |
| 695165 | 2015 VU133               | 9 novembre 1999   | Spacewatch              |
| 695166 | 2015 VY133               | 10 novembre 2004  | Spacewatch              |
| 695167 | 2015 VV134               | 6 maggio 2008     | Mount Lemmon Survey     |
| 695168 | 2015 VG136               | 8 luglio 2014     | Pan-STARRS              |
| 695169 | 2015 VE139               | 10 gennaio 2013   | Pan-STARRS              |
| 695170 | 2015 VX139               | 10 febbraio 2008  | Mount Lemmon Survey     |
| 695171 | 2015 VF140               | 12 ottobre 2010   | Mount Lemmon Survey     |
| 695172 | 2015 VT141               | 7 maggio 2014     | Pan-STARRS              |
| 695173 | 2015 VN142               | 19 aprile 2012    | Mount Lemmon Survey     |
| 695174 | 2015 VS143               | 3 gennaio 2011    | Z. Kuli, K. Sárneczky   |
| 695175 | 2015 VZ143               | 3 dicembre 2010   | Mount Lemmon Survey     |
| 695176 | 2015 VG144               | 16 agosto 2009    | Spacewatch              |
| 695177 | 2015 VQ146               | 25 luglio 2014    | Pan-STARRS              |
| 695178 | 2015 VX147               | 4 dicembre 2010   | Mount Lemmon Survey     |
| 695179 | 2015 VA148               | 10 ottobre 2015   | Pan-STARRS              |
| 695180 | 2015 VF149               | 3 novembre 2015   | Pan-STARRS              |
| 695181 | 2015 VV152               | 14 dicembre 2010  | Mount Lemmon Survey     |
| 695182 | 2015 VW155               | 1 novembre 2006   | Mount Lemmon Survey     |
| 695183 | 2015 VN156               | 28 agosto 2014    | Pan-STARRS              |
| 695184 | 2015 VB157               | 2 novembre 2010   | Mount Lemmon Survey     |
| 695185 | 2015 VP157               | 15 novembre 2015  | Pan-STARRS              |
| 695186 | 2015 VT157               | 28 settembre 2000 | Spacewatch              |
| 695187 | 2015 VY157               | 14 marzo 2007     | Mount Lemmon Survey     |
| 695188 | 2015 VW158               | 1 dicembre 2010   | Mount Lemmon Survey     |
| 695189 | 2015 VB159               | 27 giugno 2014    | Pan-STARRS              |
| 695190 | 2015 VK159               | 6 luglio 2014     | Pan-STARRS              |
| 695191 | 2015 VD160               | 9 settembre 2015  | Pan-STARRS              |
| 695192 | 2015 VP160               | 9 febbraio 2008   | Spacewatch              |
| 695193 | 2015 VW160               | 8 maggio 2013     | Pan-STARRS              |
| 695194 | 2015 VY161               | 8 novembre 2015   | Pan-STARRS              |
| 695195 | 2015 VZ161               | 16 novembre 2006  | Mount Lemmon Survey     |
| 695196 | 2015 VG162               | 6 novembre 2010   | Mount Lemmon Survey     |
| 695197 | 2015 VO162               | 4 febbraio 2012   | Pan-STARRS              |
| 695198 | 2015 VC189               | 3 novembre 2015   | Pan-STARRS              |
| 695199 | 2015 VJ189               | 8 novembre 2015   | Mount Lemmon Survey     |
| 695200 | 2015 VL190               | 14 novembre 2015  | Mount Lemmon Survey     |

## 695201–695300
| Nome   | Designazione provvisoria | Data di scoperta  | Scopritore                |
| ------ | ------------------------ | ----------------- | ------------------------- |
| 695201 | 2015 VP191               | 7 novembre 2015   | Pan-STARRS                |
| 695202 | 2015 VT191               | 1 novembre 2015   | Mount Lemmon Survey       |
| 695203 | 2015 VD193               | 3 novembre 2015   | Mount Lemmon Survey       |
| 695204 | 2015 VT193               | 2 novembre 2015   | Mount Lemmon Survey       |
| 695205 | 2015 VZ193               | 7 novembre 2015   | Pan-STARRS                |
| 695206 | 2015 VF194               | 6 novembre 2015   | Mount Lemmon Survey       |
| 695207 | 2015 VD195               | 2 novembre 2015   | Pan-STARRS                |
| 695208 | 2015 VE195               | 1 novembre 2015   | Mount Lemmon Survey       |
| 695209 | 2015 VY196               | 3 novembre 2015   | Mount Lemmon Survey       |
| 695210 | 2015 VO208               | 13 novembre 2015  | Mount Lemmon Survey       |
| 695211 | 2015 VG220               | 3 novembre 2015   | Mount Lemmon Survey       |
| 695212 | 2015 VJ220               | 19 novembre 2004  | Spacewatch                |
| 695213 | 2015 WU                  | 2 novembre 2015   | Pan-STARRS                |
| 695214 | 2015 WQ3                 | 2 maggio 2014     | Spacewatch                |
| 695215 | 2015 WB4                 | 18 novembre 2015  | Pan-STARRS                |
| 695216 | 2015 WM4                 | 7 novembre 2015   | Pan-STARRS                |
| 695217 | 2015 WV4                 | 28 maggio 2008    | Mount Lemmon Survey       |
| 695218 | 2015 WU6                 | 29 ottobre 2010   | Mount Lemmon Survey       |
| 695219 | 2015 WE8                 | 28 settembre 2006 | CSS                       |
| 695220 | 2015 WA11                | 27 agosto 2005    | Spacewatch                |
| 695221 | 2015 WG11                | 30 agosto 2005    | Spacewatch                |
| 695222 | 2015 WH14                | 6 settembre 2008  | CSS                       |
| 695223 | 2015 WG17                | 18 novembre 2015  | Spacewatch                |
| 695224 | 2015 WO17                | 26 aprile 2004    | Osservatorio di Mauna Kea |
| 695225 | 2015 WT18                | 17 novembre 2015  | Pan-STARRS                |
| 695226 | 2015 WB19                | 18 novembre 2009  | Mount Lemmon Survey       |
| 695227 | 2015 WD19                | 18 novembre 2015  | Pan-STARRS                |
| 695228 | 2015 WR19                | 17 novembre 2015  | Pan-STARRS                |
| 695229 | 2015 WV19                | 21 agosto 2014    | C. Rinner                 |
| 695230 | 2015 WL20                | 18 novembre 2015  | Pan-STARRS                |
| 695231 | 2015 WY20                | 22 giugno 2014    | Pan-STARRS                |
| 695232 | 2015 WF21                | 15 marzo 2012     | Spacewatch                |
| 695233 | 2015 WT21                | 17 settembre 2010 | Mount Lemmon Survey       |
| 695234 | 2015 WL22                | 25 febbraio 2007  | Mount Lemmon Survey       |
| 695235 | 2015 WP28                | 21 novembre 2015  | Mount Lemmon Survey       |
| 695236 | 2015 WX29                | 21 novembre 2015  | Mount Lemmon Survey       |
| 695237 | 2015 WB30                | 22 novembre 2015  | Mount Lemmon Survey       |
| 695238 | 2015 WR30                | 20 novembre 2015  | Mount Lemmon Survey       |
| 695239 | 2015 WM31                | 20 novembre 2015  | Mount Lemmon Survey       |
| 695240 | 2015 WX31                | 20 novembre 2015  | Mount Lemmon Survey       |
| 695241 | 2015 XD                  | 4 maggio 2014     | CSS                       |
| 695242 | 2015 XL                  | 4 maggio 2014     | Pan-STARRS                |
| 695243 | 2015 XO2                 | 27 agosto 2009    | Spacewatch                |
| 695244 | 2015 XQ2                 | 20 gennaio 2009   | CSS                       |
| 695245 | 2015 XL4                 | 10 febbraio 2013  | Pan-STARRS                |
| 695246 | 2015 XS4                 | 17 settembre 2009 | Spacewatch                |
| 695247 | 2015 XE5                 | 4 luglio 2014     | Pan-STARRS                |
| 695248 | 2015 XC6                 | 25 febbraio 2006  | Spacewatch                |
| 695249 | 2015 XZ6                 | 15 settembre 2009 | Spacewatch                |
| 695250 | 2015 XU7                 | 31 agosto 2014    | Mount Lemmon Survey       |
| 695251 | 2015 XG8                 | 21 ottobre 2009   | Mount Lemmon Survey       |
| 695252 | 2015 XO8                 | 30 gennaio 2011   | Mount Lemmon Survey       |
| 695253 | 2015 XE9                 | 15 marzo 2013     | Spacewatch                |
| 695254 | 2015 XQ9                 | 1 dicembre 2015   | Pan-STARRS                |
| 695255 | 2015 XW9                 | 13 gennaio 2002   | Spacewatch                |
| 695256 | 2015 XS10                | 25 febbraio 2006  | Mount Lemmon Survey       |
| 695257 | 2015 XY10                | 10 luglio 2014    | Pan-STARRS                |
| 695258 | 2015 XT11                | 2 dicembre 2015   | Pan-STARRS                |
| 695259 | 2015 XH12                | 13 ottobre 2004   | LONEOS                    |
| 695260 | 2015 XT13                | 13 settembre 2005 | Spacewatch                |
| 695261 | 2015 XY15                | 2 gennaio 2011    | Mount Lemmon Survey       |
| 695262 | 2015 XC16                | 24 febbraio 2012  | Spacewatch                |
| 695263 | 2015 XR16                | 1 novembre 2015   | Spacewatch                |
| 695264 | 2015 XA17                | 14 aprile 2007    | Spacewatch                |
| 695265 | 2015 XN17                | 7 ottobre 2004    | Spacewatch                |
| 695266 | 2015 XO17                | 7 novembre 2015   | Pan-STARRS                |
| 695267 | 2015 XY17                | 1 novembre 2015   | Spacewatch                |
| 695268 | 2015 XF18                | 9 settembre 2015  | Pan-STARRS                |
| 695269 | 2015 XE20                | 10 ottobre 2015   | Pan-STARRS                |
| 695270 | 2015 XX21                | 25 aprile 2007    | Mount Lemmon Survey       |
| 695271 | 2015 XL22                | 1 dicembre 2010   | Mount Lemmon Survey       |
| 695272 | 2015 XY23                | 2 dicembre 2015   | Pan-STARRS                |
| 695273 | 2015 XB24                | 25 ottobre 2005   | Spacewatch                |
| 695274 | 2015 XS26                | 11 novembre 2001  | SDSS Collaboration        |
| 695275 | 2015 XO27                | 2 settembre 2014  | Pan-STARRS                |
| 695276 | 2015 XJ28                | 20 novembre 2007  | Spacewatch                |
| 695277 | 2015 XC29                | 7 novembre 2015   | Pan-STARRS                |
| 695278 | 2015 XA30                | 2 gennaio 2011    | Mount Lemmon Survey       |
| 695279 | 2015 XQ30                | 17 aprile 2013    | Pan-STARRS                |
| 695280 | 2015 XA31                | 26 dicembre 2006  | Spacewatch                |
| 695281 | 2015 XU31                | 18 settembre 2009 | Spacewatch                |
| 695282 | 2015 XX31                | 18 novembre 2015  | Pan-STARRS                |
| 695283 | 2015 XQ32                | 9 ottobre 2010    | Mount Lemmon Survey       |
| 695284 | 2015 XT32                | 15 marzo 2012     | Spacewatch                |
| 695285 | 2015 XU33                | 14 aprile 2008    | Mount Lemmon Survey       |
| 695286 | 2015 XX34                | 18 novembre 2015  | Spacewatch                |
| 695287 | 2015 XN35                | 7 gennaio 2006    | Spacewatch                |
| 695288 | 2015 XB36                | 25 aprile 2007    | Spacewatch                |
| 695289 | 2015 XK37                | 28 agosto 2005    | LONEOS                    |
| 695290 | 2015 XF38                | 2 dicembre 2015   | Pan-STARRS                |
| 695291 | 2015 XY38                | 6 luglio 2014     | Pan-STARRS                |
| 695292 | 2015 XP39                | 18 aprile 2013    | Mount Lemmon Survey       |
| 695293 | 2015 XT40                | 31 agosto 2014    | Pan-STARRS                |
| 695294 | 2015 XU41                | 22 novembre 2015  | Mount Lemmon Survey       |
| 695295 | 2015 XY42                | 2 dicembre 2015   | Pan-STARRS                |
| 695296 | 2015 XD44                | 9 aprile 2008     | Mount Lemmon Survey       |
| 695297 | 2015 XG45                | 22 maggio 2003    | Spacewatch                |
| 695298 | 2015 XZ46                | 8 novembre 2010   | Mount Lemmon Survey       |
| 695299 | 2015 XD50                | 13 novembre 2015  | Spacewatch                |
| 695300 | 2015 XL50                | 5 gennaio 2012    | Pan-STARRS                |

## 695301–695400
| Nome   | Designazione provvisoria | Data di scoperta  | Scopritore                 |
| ------ | ------------------------ | ----------------- | -------------------------- |
| 695301 | 2015 XQ50                | 20 aprile 2004    | Spacewatch                 |
| 695302 | 2015 XD51                | 17 settembre 2009 | CSS                        |
| 695303 | 2015 XA52                | 16 agosto 2009    | CSS                        |
| 695304 | 2015 XN53                | 1 febbraio 2012   | Spacewatch                 |
| 695305 | 2015 XD56                | 24 aprile 2007    | Mount Lemmon Survey        |
| 695306 | 2015 XG56                | 15 aprile 2007    | Spacewatch                 |
| 695307 | 2015 XK58                | 20 settembre 2009 | Spacewatch                 |
| 695308 | 2015 XD59                | 18 gennaio 2012   | Spacewatch                 |
| 695309 | 2015 XD60                | 2 luglio 2014     | Mount Lemmon Survey        |
| 695310 | 2015 XT60                | 25 luglio 2014    | Pan-STARRS                 |
| 695311 | 2015 XT61                | 28 settembre 2003 | Spacewatch                 |
| 695312 | 2015 XZ61                | 17 aprile 2013    | CTIO-DECam                 |
| 695313 | 2015 XH62                | 18 gennaio 2006   | CSS                        |
| 695314 | 2015 XE63                | 1 dicembre 2015   | Pan-STARRS                 |
| 695315 | 2015 XO63                | 7 maggio 2014     | Pan-STARRS                 |
| 695316 | 2015 XQ63                | 21 settembre 2009 | Spacewatch                 |
| 695317 | 2015 XE65                | 13 settembre 2005 | Spacewatch                 |
| 695318 | 2015 XD66                | 8 novembre 2008   | Mount Lemmon Survey        |
| 695319 | 2015 XZ70                | 4 dicembre 2010   | Mount Lemmon Survey        |
| 695320 | 2015 XC71                | 17 luglio 2004    | Cerro Tololo Obs.          |
| 695321 | 2015 XF72                | 3 dicembre 2015   | Pan-STARRS                 |
| 695322 | 2015 XV73                | 12 aprile 1996    | Spacewatch                 |
| 695323 | 2015 XP74                | 15 marzo 2008     | Mount Lemmon Survey        |
| 695324 | 2015 XF76                | 22 novembre 2008  | Spacewatch                 |
| 695325 | 2015 XK76                | 24 marzo 2012     | Mount Lemmon Survey        |
| 695326 | 2015 XQ76                | 8 ottobre 2015    | Pan-STARRS                 |
| 695327 | 2015 XT76                | 4 febbraio 2006   | Spacewatch                 |
| 695328 | 2015 XC77                | 28 agosto 2014    | Pan-STARRS                 |
| 695329 | 2015 XN77                | 8 giugno 2013     | Mount Lemmon Survey        |
| 695330 | 2015 XH80                | 28 gennaio 2011   | Mount Lemmon Survey        |
| 695331 | 2015 XP80                | 27 ottobre 2008   | Mount Lemmon Survey        |
| 695332 | 2015 XP83                | 17 marzo 2012     | Mount Lemmon Survey        |
| 695333 | 2015 XG85                | 14 marzo 2007     | Mount Lemmon Survey        |
| 695334 | 2015 XY85                | 22 settembre 2014 | Pan-STARRS                 |
| 695335 | 2015 XC87                | 15 aprile 2012    | Pan-STARRS                 |
| 695336 | 2015 XR88                | 8 gennaio 2006    | Spacewatch                 |
| 695337 | 2015 XS89                | 18 novembre 2015  | Pan-STARRS                 |
| 695338 | 2015 XZ89                | 4 dicembre 2015   | Pan-STARRS                 |
| 695339 | 2015 XH90                | 18 giugno 2014    | Mount Lemmon Survey        |
| 695340 | 2015 XJ90                | 4 dicembre 2015   | Pan-STARRS                 |
| 695341 | 2015 XR94                | 14 gennaio 2011   | Mount Lemmon Survey        |
| 695342 | 2015 XC97                | 4 dicembre 2015   | Pan-STARRS                 |
| 695343 | 2015 XL97                | 30 settembre 2006 | Mount Lemmon Survey        |
| 695344 | 2015 XX97                | 8 maggio 2013     | Pan-STARRS                 |
| 695345 | 2015 XG99                | 5 giugno 2014     | Pan-STARRS                 |
| 695346 | 2015 XH99                | 14 gennaio 2011   | Mount Lemmon Survey        |
| 695347 | 2015 XF101               | 4 settembre 2011  | Pan-STARRS                 |
| 695348 | 2015 XA103               | 4 dicembre 2015   | Pan-STARRS                 |
| 695349 | 2015 XB104               | 28 agosto 2014    | Pan-STARRS                 |
| 695350 | 2015 XH104               | 4 dicembre 2015   | Pan-STARRS                 |
| 695351 | 2015 XA105               | 29 gennaio 2011   | Mount Lemmon Survey        |
| 695352 | 2015 XU105               | 15 gennaio 2004   | Spacewatch                 |
| 695353 | 2015 XQ108               | 4 dicembre 2015   | Pan-STARRS                 |
| 695354 | 2015 XR113               | 13 novembre 2015  | Mount Lemmon Survey        |
| 695355 | 2015 XE116               | 14 ottobre 2009   | Mount Lemmon Survey        |
| 695356 | 2015 XN117               | 4 dicembre 2015   | Pan-STARRS                 |
| 695357 | 2015 XL120               | 26 agosto 2003    | Cerro Tololo Obs.          |
| 695358 | 2015 XQ121               | 5 febbraio 2006   | Mount Lemmon Survey        |
| 695359 | 2015 XL125               | 3 giugno 2014     | Pan-STARRS                 |
| 695360 | 2015 XH126               | 5 marzo 2011      | Mount Lemmon Survey        |
| 695361 | 2015 XM127               | 30 gennaio 2006   | Spacewatch                 |
| 695362 | 2015 XD134               | 4 dicembre 2015   | Mount Lemmon Survey        |
| 695363 | 2015 XS134               | 16 maggio 2013    | Pan-STARRS                 |
| 695364 | 2015 XD135               | 18 ottobre 2004   | M. W. Buie, D. E. Trilling |
| 695365 | 2015 XR135               | 11 settembre 2010 | Mount Lemmon Survey        |
| 695366 | 2015 XQ137               | 9 novembre 2015   | Mount Lemmon Survey        |
| 695367 | 2015 XM139               | 30 giugno 2014    | Pan-STARRS                 |
| 695368 | 2015 XO139               | 26 ottobre 2009   | Mount Lemmon Survey        |
| 695369 | 2015 XU141               | 19 settembre 2015 | Pan-STARRS                 |
| 695370 | 2015 XA143               | 1 luglio 2014     | Pan-STARRS                 |
| 695371 | 2015 XD143               | 10 aprile 2013    | Pan-STARRS                 |
| 695372 | 2015 XO143               | 3 dicembre 2004   | Spacewatch                 |
| 695373 | 2015 XZ143               | 22 novembre 2015  | CSS                        |
| 695374 | 2015 XN144               | 14 ottobre 2009   | Spacewatch                 |
| 695375 | 2015 XT145               | 6 ottobre 2004    | Spacewatch                 |
| 695376 | 2015 XG148               | 10 novembre 2015  | Mount Lemmon Survey        |
| 695377 | 2015 XN150               | 19 settembre 2003 | Spacewatch                 |
| 695378 | 2015 XE154               | 4 dicembre 2005   | Spacewatch                 |
| 695379 | 2015 XY154               | 9 marzo 2007      | Mount Lemmon Survey        |
| 695380 | 2015 XD156               | 27 febbraio 2012  | Spacewatch                 |
| 695381 | 2015 XO159               | 5 dicembre 2015   | Pan-STARRS                 |
| 695382 | 2015 XJ163               | 12 novembre 2010  | Mount Lemmon Survey        |
| 695383 | 2015 XT163               | 29 giugno 2014    | Pan-STARRS                 |
| 695384 | 2015 XP166               | 22 febbraio 2009  | Spacewatch                 |
| 695385 | 2015 XK167               | 28 agosto 2014    | Pan-STARRS                 |
| 695386 | 2015 XV172               | 23 settembre 2015 | Pan-STARRS                 |
| 695387 | 2015 XA173               | 21 agosto 2015    | Pan-STARRS                 |
| 695388 | 2015 XF174               | 13 gennaio 2011   | Mount Lemmon Survey        |
| 695389 | 2015 XH177               | 19 novembre 2015  | Spacewatch                 |
| 695390 | 2015 XF178               | 15 aprile 2004    | NEAT                       |
| 695391 | 2015 XW181               | 8 febbraio 2013   | Pan-STARRS                 |
| 695392 | 2015 XG182               | 27 febbraio 2012  | Pan-STARRS                 |
| 695393 | 2015 XG185               | 8 maggio 2008     | Spacewatch                 |
| 695394 | 2015 XY190               | 27 dicembre 2005  | Spacewatch                 |
| 695395 | 2015 XD192               | 13 aprile 2013    | Pan-STARRS                 |
| 695396 | 2015 XL192               | 1 novembre 2015   | Pan-STARRS                 |
| 695397 | 2015 XM192               | 3 agosto 2014     | Pan-STARRS                 |
| 695398 | 2015 XU195               | 16 novembre 2006  | Spacewatch                 |
| 695399 | 2015 XD197               | 13 gennaio 2011   | Mount Lemmon Survey        |
| 695400 | 2015 XW197               | 18 dicembre 2001  | Spacewatch                 |

## 695401–695500
| Nome   | Designazione provvisoria | Data di scoperta  | Scopritore          |
| ------ | ------------------------ | ----------------- | ------------------- |
| 695401 | 2015 XN201               | 20 gennaio 2013   | Mount Lemmon Survey |
| 695402 | 2015 XQ204               | 1 novembre 2005   | Spacewatch          |
| 695403 | 2015 XJ208               | 23 settembre 2015 | Pan-STARRS          |
| 695404 | 2015 XZ209               | 9 febbraio 2011   | Mount Lemmon Survey |
| 695405 | 2015 XE210               | 3 dicembre 2015   | Mount Lemmon Survey |
| 695406 | 2015 XV211               | 21 ottobre 2006   | Mount Lemmon Survey |
| 695407 | 2015 XF212               | 24 marzo 2012     | Mount Lemmon Survey |
| 695408 | 2015 XD215               | 14 ottobre 2010   | Mount Lemmon Survey |
| 695409 | 2015 XS217               | 22 agosto 2004    | Spacewatch          |
| 695410 | 2015 XK219               | 16 ottobre 2009   | Mount Lemmon Survey |
| 695411 | 2015 XM219               | 2 luglio 2014     | Pan-STARRS          |
| 695412 | 2015 XU220               | 23 agosto 2014    | Pan-STARRS          |
| 695413 | 2015 XT222               | 26 ottobre 2009   | Mount Lemmon Survey |
| 695414 | 2015 XO225               | 6 dicembre 2015   | Pan-STARRS          |
| 695415 | 2015 XF229               | 6 dicembre 2015   | Pan-STARRS          |
| 695416 | 2015 XJ237               | 21 maggio 2014    | Pan-STARRS          |
| 695417 | 2015 XW239               | 26 ottobre 2009   | Mount Lemmon Survey |
| 695418 | 2015 XL241               | 31 marzo 2008     | Spacewatch          |
| 695419 | 2015 XX242               | 25 luglio 2014    | Pan-STARRS          |
| 695420 | 2015 XQ246               | 6 gennaio 2006    | Mount Lemmon Survey |
| 695421 | 2015 XW247               | 29 giugno 2014    | Pan-STARRS          |
| 695422 | 2015 XL252               | 7 dicembre 2015   | Pan-STARRS          |
| 695423 | 2015 XS252               | 31 maggio 2014    | Pan-STARRS          |
| 695424 | 2015 XR253               | 23 agosto 2014    | Pan-STARRS          |
| 695425 | 2015 XF258               | 26 settembre 2011 | Pan-STARRS          |
| 695426 | 2015 XC259               | 16 novembre 2006  | Spacewatch          |
| 695427 | 2015 XP262               | 22 febbraio 2006  | Mount Lemmon Survey |
| 695428 | 2015 XD264               | 19 novembre 2006  | Spacewatch          |
| 695429 | 2015 XQ268               | 4 giugno 2014     | Pan-STARRS          |
| 695430 | 2015 XN269               | 20 gennaio 2009   | Mount Lemmon Survey |
| 695431 | 2015 XV270               | 6 dicembre 2015   | Pan-STARRS          |
| 695432 | 2015 XK271               | 20 agosto 2014    | Pan-STARRS          |
| 695433 | 2015 XP275               | 28 luglio 2014    | Pan-STARRS          |
| 695434 | 2015 XZ276               | 3 dicembre 2015   | Mount Lemmon Survey |
| 695435 | 2015 XY278               | 7 dicembre 2015   | Pan-STARRS          |
| 695436 | 2015 XZ280               | 4 dicembre 2015   | Mount Lemmon Survey |
| 695437 | 2015 XZ281               | 7 dicembre 2015   | Pan-STARRS          |
| 695438 | 2015 XQ283               | 7 giugno 2013     | Pan-STARRS          |
| 695439 | 2015 XW283               | 25 marzo 2007     | Mount Lemmon Survey |
| 695440 | 2015 XS284               | 25 giugno 2014    | Spacewatch          |
| 695441 | 2015 XN290               | 12 maggio 2013    | Pan-STARRS          |
| 695442 | 2015 XH291               | 14 ottobre 2010   | Mount Lemmon Survey |
| 695443 | 2015 XD293               | 20 agosto 2014    | Pan-STARRS          |
| 695444 | 2015 XT295               | 20 settembre 2003 | Spacewatch          |
| 695445 | 2015 XK298               | 27 agosto 2014    | Pan-STARRS          |
| 695446 | 2015 XU299               | 19 febbraio 2013  | Spacewatch          |
| 695447 | 2015 XK304               | 25 ottobre 2009   | Spacewatch          |
| 695448 | 2015 XX304               | 20 settembre 2011 | Pan-STARRS          |
| 695449 | 2015 XO305               | 22 dicembre 2008  | Spacewatch          |
| 695450 | 2015 XP305               | 22 novembre 2015  | Mount Lemmon Survey |
| 695451 | 2015 XF308               | 7 dicembre 2015   | Pan-STARRS          |
| 695452 | 2015 XZ309               | 20 novembre 2004  | Spacewatch          |
| 695453 | 2015 XH311               | 28 febbraio 2006  | Mount Lemmon Survey |
| 695454 | 2015 XV311               | 8 dicembre 2015   | Mount Lemmon Survey |
| 695455 | 2015 XP312               | 1 gennaio 2009    | Mount Lemmon Survey |
| 695456 | 2015 XT313               | 4 giugno 2013     | Mount Lemmon Survey |
| 695457 | 2015 XG314               | 14 ottobre 2010   | Mount Lemmon Survey |
| 695458 | 2015 XF318               | 6 dicembre 2015   | Mount Lemmon Survey |
| 695459 | 2015 XO320               | 8 dicembre 2015   | Mount Lemmon Survey |
| 695460 | 2015 XL321               | 23 agosto 2014    | Pan-STARRS          |
| 695461 | 2015 XS321               | 9 luglio 2013     | Pan-STARRS          |
| 695462 | 2015 XL322               | 1 novembre 2005   | Spacewatch          |
| 695463 | 2015 XC328               | 8 dicembre 2015   | Pan-STARRS          |
| 695464 | 2015 XT329               | 16 ottobre 2003   | Spacewatch          |
| 695465 | 2015 XW331               | 8 dicembre 2015   | Pan-STARRS          |
| 695466 | 2015 XZ333               | 8 dicembre 2015   | Pan-STARRS          |
| 695467 | 2015 XH335               | 8 dicembre 2015   | Pan-STARRS          |
| 695468 | 2015 XX335               | 22 agosto 2014    | Pan-STARRS          |
| 695469 | 2015 XO336               | 21 dicembre 2008  | Spacewatch          |
| 695470 | 2015 XR336               | 8 dicembre 2015   | Pan-STARRS          |
| 695471 | 2015 XA337               | 17 novembre 2009  | Spacewatch          |
| 695472 | 2015 XC337               | 29 maggio 2008    | Mount Lemmon Survey |
| 695473 | 2015 XU339               | 22 ottobre 2003   | Spacewatch          |
| 695474 | 2015 XR340               | 19 ottobre 2006   | Spacewatch          |
| 695475 | 2015 XW340               | 20 novembre 2003  | SDSS Collaboration  |
| 695476 | 2015 XZ340               | 1 ottobre 2003    | Spacewatch          |
| 695477 | 2015 XE342               | 23 ottobre 2011   | Mount Lemmon Survey |
| 695478 | 2015 XR342               | 8 dicembre 2015   | Pan-STARRS          |
| 695479 | 2015 XB344               | 17 ottobre 2010   | Mount Lemmon Survey |
| 695480 | 2015 XK345               | 8 dicembre 2015   | Pan-STARRS          |
| 695481 | 2015 XQ345               | 20 maggio 2014    | Pan-STARRS          |
| 695482 | 2015 XR346               | 29 gennaio 2011   | Mount Lemmon Survey |
| 695483 | 2015 XV346               | 26 febbraio 2012  | Spacewatch          |
| 695484 | 2015 XB347               | 17 novembre 2009  | Mount Lemmon Survey |
| 695485 | 2015 XF347               | 3 agosto 2014     | Pan-STARRS          |
| 695486 | 2015 XU348               | 14 settembre 2014 | CSS                 |
| 695487 | 2015 XX349               | 30 agosto 2014    | Mount Lemmon Survey |
| 695488 | 2015 XK350               | 18 settembre 2009 | Mount Lemmon Survey |
| 695489 | 2015 XD351               | 4 dicembre 2010   | Mount Lemmon Survey |
| 695490 | 2015 XP354               | 29 aprile 2008    | Mount Lemmon Survey |
| 695491 | 2015 XK356               | 6 giugno 2011     | Mount Lemmon Survey |
| 695492 | 2015 XA357               | 16 ottobre 2009   | Mount Lemmon Survey |
| 695493 | 2015 XK357               | 12 agosto 2004    | Cerro Tololo Obs.   |
| 695494 | 2015 XR359               | 7 maggio 2014     | Pan-STARRS          |
| 695495 | 2015 XS359               | 20 agosto 2014    | Pan-STARRS          |
| 695496 | 2015 XD361               | 28 luglio 2014    | Pan-STARRS          |
| 695497 | 2015 XH361               | 9 ottobre 2010    | Mount Lemmon Survey |
| 695498 | 2015 XX361               | 12 dicembre 2015  | Pan-STARRS          |
| 695499 | 2015 XE362               | 12 dicembre 2015  | Pan-STARRS          |
| 695500 | 2015 XO362               | 16 dicembre 2007  | Mount Lemmon Survey |

## 695501–695600
| Nome   | Designazione provvisoria | Data di scoperta  | Scopritore          |
| ------ | ------------------------ | ----------------- | ------------------- |
| 695501 | 2015 XS362               | 12 gennaio 2011   | Mount Lemmon Survey |
| 695502 | 2015 XO364               | 9 dicembre 2015   | Mount Lemmon Survey |
| 695503 | 2015 XW364               | 2 settembre 2014  | Pan-STARRS          |
| 695504 | 2015 XQ366               | 9 dicembre 2015   | Mount Lemmon Survey |
| 695505 | 2015 XY366               | 12 dicembre 2015  | Pan-STARRS          |
| 695506 | 2015 XS367               | 17 ottobre 1995   | Spacewatch          |
| 695507 | 2015 XB368               | 9 ottobre 2004    | Spacewatch          |
| 695508 | 2015 XC369               | 13 agosto 2015    | Spacewatch          |
| 695509 | 2015 XE369               | 6 ottobre 2008    | CSS                 |
| 695510 | 2015 XP369               | 30 gennaio 2006   | Spacewatch          |
| 695511 | 2015 XB373               | 8 dicembre 2015   | Mount Lemmon Survey |
| 695512 | 2015 XM373               | 8 dicembre 2015   | Mount Lemmon Survey |
| 695513 | 2015 XC376               | 8 dicembre 2015   | Mount Lemmon Survey |
| 695514 | 2015 XD376               | 12 gennaio 2011   | Spacewatch          |
| 695515 | 2015 XF376               | 12 dicembre 2015  | Pan-STARRS          |
| 695516 | 2015 XZ376               | 9 dicembre 2015   | Pan-STARRS          |
| 695517 | 2015 XM379               | 24 ottobre 2011   | Mount Lemmon Survey |
| 695518 | 2015 XO381               | 6 dicembre 2015   | Pan-STARRS          |
| 695519 | 2015 XL383               | 31 ottobre 2010   | ESA OGS             |
| 695520 | 2015 XW385               | 12 dicembre 2015  | Pan-STARRS          |
| 695521 | 2015 XP386               | 14 dicembre 2010  | Mount Lemmon Survey |
| 695522 | 2015 XP395               | 27 marzo 2011     | Mount Lemmon Survey |
| 695523 | 2015 XD397               | 21 gennaio 2009   | W. Bickel           |
| 695524 | 2015 XO397               | 2 novembre 2008   | Spacewatch          |
| 695525 | 2015 XC398               | 24 febbraio 2012  | Mount Lemmon Survey |
| 695526 | 2015 XF399               | 24 novembre 2008  | Mount Lemmon Survey |
| 695527 | 2015 XQ399               | 1 novembre 2008   | Mount Lemmon Survey |
| 695528 | 2015 XT399               | 15 settembre 2013 | Mount Lemmon Survey |
| 695529 | 2015 XH400               | 27 febbraio 2012  | Pan-STARRS          |
| 695530 | 2015 XJ400               | 27 settembre 2009 | Mount Lemmon Survey |
| 695531 | 2015 XL400               | 23 agosto 2014    | Pan-STARRS          |
| 695532 | 2015 XM400               | 3 dicembre 2015   | Mount Lemmon Survey |
| 695533 | 2015 XH401               | 19 agosto 2014    | Pan-STARRS          |
| 695534 | 2015 XM401               | 7 dicembre 2015   | Pan-STARRS          |
| 695535 | 2015 XB402               | 26 ottobre 2009   | Mount Lemmon Survey |
| 695536 | 2015 XR402               | 8 ottobre 2010    | W. Bickel           |
| 695537 | 2015 XT402               | 19 settembre 2014 | Pan-STARRS          |
| 695538 | 2015 XR403               | 2 settembre 2013  | Mount Lemmon Survey |
| 695539 | 2015 XU403               | 13 dicembre 2014  | Pan-STARRS          |
| 695540 | 2015 XT404               | 25 luglio 2014    | Pan-STARRS          |
| 695541 | 2015 XR405               | 9 novembre 2015   | Mount Lemmon Survey |
| 695542 | 2015 XV405               | 23 giugno 2014    | Mount Lemmon Survey |
| 695543 | 2015 XG406               | 23 ottobre 2003   | SDSS Collaboration  |
| 695544 | 2015 XW407               | 2 dicembre 2010   | Mount Lemmon Survey |
| 695545 | 2015 XG410               | 28 settembre 2003 | SDSS Collaboration  |
| 695546 | 2015 XF411               | 8 dicembre 2015   | Mount Lemmon Survey |
| 695547 | 2015 XT411               | 17 aprile 2013    | Pan-STARRS          |
| 695548 | 2015 XJ417               | 29 ottobre 2008   | Spacewatch          |
| 695549 | 2015 XV426               | 3 dicembre 2015   | Mount Lemmon Survey |
| 695550 | 2015 XM440               | 8 dicembre 2015   | Pan-STARRS          |
| 695551 | 2015 XQ440               | 10 dicembre 2015  | Pan-STARRS          |
| 695552 | 2015 XS440               | 9 dicembre 2015   | Pan-STARRS          |
| 695553 | 2015 XN443               | 8 dicembre 2015   | Pan-STARRS          |
| 695554 | 2015 XQ443               | 9 dicembre 2015   | Pan-STARRS          |
| 695555 | 2015 XS443               | 9 dicembre 2015   | Pan-STARRS          |
| 695556 | 2015 XT443               | 14 dicembre 2015  | Mount Lemmon Survey |
| 695557 | 2015 XF444               | 13 dicembre 2015  | Pan-STARRS          |
| 695558 | 2015 XN444               | 8 dicembre 2015   | Pan-STARRS          |
| 695559 | 2015 XT444               | 13 dicembre 2015  | Pan-STARRS          |
| 695560 | 2015 XP446               | 13 dicembre 2015  | Pan-STARRS          |
| 695561 | 2015 XR448               | 14 dicembre 2015  | Pan-STARRS          |
| 695562 | 2015 XW448               | 4 dicembre 2015   | Pan-STARRS          |
| 695563 | 2015 XM449               | 18 settembre 2009 | Spacewatch          |
| 695564 | 2015 XR449               | 4 dicembre 2015   | Pan-STARRS          |
| 695565 | 2015 XW452               | 6 dicembre 2015   | Mount Lemmon Survey |
| 695566 | 2015 XY452               | 8 dicembre 2015   | Pan-STARRS          |
| 695567 | 2015 XA453               | 6 dicembre 2015   | Mount Lemmon Survey |
| 695568 | 2015 XG453               | 8 dicembre 2015   | Pan-STARRS          |
| 695569 | 2015 XP454               | 4 dicembre 2015   | Pan-STARRS          |
| 695570 | 2015 XJ464               | 13 dicembre 2015  | Pan-STARRS          |
| 695571 | 2015 XP476               | 9 dicembre 2015   | Pan-STARRS          |
| 695572 | 2015 XJ483               | 4 dicembre 2015   | Pan-STARRS          |
| 695573 | 2015 XE490               | 14 dicembre 2015  | Pan-STARRS          |
| 695574 | 2015 XO492               | 1 luglio 2014     | Pan-STARRS          |
| 695575 | 2015 XV496               | 20 ottobre 2011   | Mount Lemmon Survey |
| 695576 | 2015 XC500               | 4 dicembre 2015   | Pan-STARRS          |
| 695577 | 2015 XY507               | 5 dicembre 2015   | Pan-STARRS          |
| 695578 | 2015 XQ508               | 7 dicembre 2015   | Pan-STARRS          |
| 695579 | 2015 YX1                 | 7 novembre 2004   | NEAT                |
| 695580 | 2015 YW2                 | 7 aprile 2007     | Mount Lemmon Survey |
| 695581 | 2015 YH6                 | 15 settembre 2010 | Spacewatch          |
| 695582 | 2015 YU6                 | 12 novembre 2015  | Mount Lemmon Survey |
| 695583 | 2015 YE17                | 3 dicembre 2015   | Pan-STARRS          |
| 695584 | 2015 YL18                | 11 febbraio 2011  | Mount Lemmon Survey |
| 695585 | 2015 YT18                | 10 dicembre 2015  | Pan-STARRS          |
| 695586 | 2015 YD23                | 20 novembre 2009  | Spacewatch          |
| 695587 | 2015 YK25                | 9 marzo 2007      | Spacewatch          |
| 695588 | 2015 YS25                | 13 aprile 2013    | Pan-STARRS          |
| 695589 | 2015 YT25                | 30 gennaio 2011   | Mount Lemmon Survey |
| 695590 | 2015 YY25                | 14 gennaio 2011   | Mount Lemmon Survey |
| 695591 | 2015 YG26                | 3 marzo 2009      | Spacewatch          |
| 695592 | 2015 YG32                | 16 dicembre 2015  | Mount Lemmon Survey |
| 695593 | 2015 YT32                | 19 dicembre 2015  | Mount Lemmon Survey |
| 695594 | 2015 YC34                | 18 dicembre 2015  | Mount Lemmon Survey |
| 695595 | 2016 AX                  | 17 novembre 2014  | Mount Lemmon Survey |
| 695596 | 2016 AL1                 | 24 febbraio 2009  | Spacewatch          |
| 695597 | 2016 AY4                 | 2 marzo 2009      | Spacewatch          |
| 695598 | 2016 AG5                 | 1 dicembre 2008   | Mount Lemmon Survey |
| 695599 | 2016 AU5                 | 6 novembre 2005   | Mount Lemmon Survey |
| 695600 | 2016 AN6                 | 2 gennaio 2016    | Pan-STARRS          |

## 695601–695700
| Nome   | Designazione provvisoria | Data di scoperta  | Scopritore                |
| ------ | ------------------------ | ----------------- | ------------------------- |
| 695601 | 2016 AC7                 | 14 dicembre 2001  | LINEAR                    |
| 695602 | 2016 AD7                 | 4 dicembre 2002   | Kitt Peak Obs.            |
| 695603 | 2016 AV12                | 30 settembre 2003 | SDSS Collaboration        |
| 695604 | 2016 AH14                | 26 febbraio 2011  | Mount Lemmon Survey       |
| 695605 | 2016 AO14                | 1 dicembre 2010   | Mount Lemmon Survey       |
| 695606 | 2016 AE17                | 23 settembre 2014 | ESA OGS                   |
| 695607 | 2016 AP17                | 3 dicembre 2015   | Mount Lemmon Survey       |
| 695608 | 2016 AW17                | 1 ottobre 2014    | Mount Lemmon Survey       |
| 695609 | 2016 AE20                | 3 gennaio 2016    | Mount Lemmon Survey       |
| 695610 | 2016 AN20                | 27 ottobre 2005   | Spacewatch                |
| 695611 | 2016 AX21                | 3 febbraio 2009   | Spacewatch                |
| 695612 | 2016 AG22                | 25 dicembre 2005  | Mount Lemmon Survey       |
| 695613 | 2016 AB26                | 20 dicembre 2004  | Mount Lemmon Survey       |
| 695614 | 2016 AG26                | 13 gennaio 2005   | Spacewatch                |
| 695615 | 2016 AU27                | 25 maggio 2006    | Osservatorio di Mauna Kea |
| 695616 | 2016 AB30                | 26 ottobre 2009   | Mount Lemmon Survey       |
| 695617 | 2016 AW30                | 20 febbraio 2009  | Spacewatch                |
| 695618 | 2016 AS32                | 19 gennaio 2005   | Spacewatch                |
| 695619 | 2016 AZ32                | 20 agosto 2008    | Spacewatch                |
| 695620 | 2016 AV33                | 13 marzo 2007     | Mount Lemmon Survey       |
| 695621 | 2016 AK34                | 16 gennaio 2009   | Spacewatch                |
| 695622 | 2016 AO34                | 21 dicembre 2008  | Spacewatch                |
| 695623 | 2016 AA35                | 1 ottobre 2014    | Pan-STARRS                |
| 695624 | 2016 AO35                | 3 gennaio 2016    | Mount Lemmon Survey       |
| 695625 | 2016 AX38                | 4 gennaio 2016    | Pan-STARRS                |
| 695626 | 2016 AK41                | 17 gennaio 2007   | Spacewatch                |
| 695627 | 2016 AV43                | 14 marzo 2007     | Spacewatch                |
| 695628 | 2016 AQ44                | 3 dicembre 2015   | Mount Lemmon Survey       |
| 695629 | 2016 AU44                | 13 dicembre 2010  | Spacewatch                |
| 695630 | 2016 AH45                | 21 settembre 2003 | Spacewatch                |
| 695631 | 2016 AH46                | 25 luglio 2014    | Pan-STARRS                |
| 695632 | 2016 AP47                | 23 agosto 2004    | Spacewatch                |
| 695633 | 2016 AS48                | 27 novembre 2010  | Mount Lemmon Survey       |
| 695634 | 2016 AP52                | 7 ottobre 2005    | Osservatorio di Mauna Kea |
| 695635 | 2016 AA53                | 23 agosto 2014    | Pan-STARRS                |
| 695636 | 2016 AH53                | 20 agosto 2014    | Pan-STARRS                |
| 695637 | 2016 AY54                | 6 settembre 2008  | Mount Lemmon Survey       |
| 695638 | 2016 AF55                | 21 novembre 2003  | Spacewatch                |
| 695639 | 2016 AN55                | 4 marzo 2006      | Spacewatch                |
| 695640 | 2016 AT56                | 10 marzo 2011     | CSS                       |
| 695641 | 2016 AM57                | 9 novembre 2009   | Mount Lemmon Survey       |
| 695642 | 2016 AF58                | 14 luglio 2013    | Pan-STARRS                |
| 695643 | 2016 AM59                | 4 gennaio 2016    | Pan-STARRS                |
| 695644 | 2016 AV66                | 11 dicembre 2009  | Mount Lemmon Survey       |
| 695645 | 2016 AA69                | 12 dicembre 2006  | Mount Lemmon Survey       |
| 695646 | 2016 AK71                | 20 settembre 2009 | Mount Lemmon Survey       |
| 695647 | 2016 AM71                | 3 gennaio 2011    | Mount Lemmon Survey       |
| 695648 | 2016 AJ76                | 1 dicembre 2003   | Spacewatch                |
| 695649 | 2016 AU80                | 24 settembre 2014 | CSS                       |
| 695650 | 2016 AW81                | 5 dicembre 2005   | Mount Lemmon Survey       |
| 695651 | 2016 AQ83                | 23 settembre 2015 | Pan-STARRS                |
| 695652 | 2016 AV85                | 28 gennaio 2011   | Mount Lemmon Survey       |
| 695653 | 2016 AQ86                | 14 febbraio 2013  | Pan-STARRS                |
| 695654 | 2016 AZ89                | 23 settembre 2015 | Pan-STARRS                |
| 695655 | 2016 AH90                | 9 novembre 2009   | Spacewatch                |
| 695656 | 2016 AZ90                | 22 ottobre 2006   | Spacewatch                |
| 695657 | 2016 AA91                | 4 novembre 2005   | Mount Lemmon Survey       |
| 695658 | 2016 AE94                | 31 agosto 2014    | Spacewatch                |
| 695659 | 2016 AY95                | 14 gennaio 2011   | Mount Lemmon Survey       |
| 695660 | 2016 AV96                | 7 gennaio 2016    | Pan-STARRS                |
| 695661 | 2016 AJ97                | 11 ottobre 2007   | Mount Lemmon Survey       |
| 695662 | 2016 AN98                | 7 ottobre 2007    | Mount Lemmon Survey       |
| 695663 | 2016 AO98                | 10 ottobre 2008   | Mount Lemmon Survey       |
| 695664 | 2016 AU99                | 30 gennaio 2009   | Mount Lemmon Survey       |
| 695665 | 2016 AC101               | 18 dicembre 2009  | Spacewatch                |
| 695666 | 2016 AW101               | 24 ottobre 2011   | Mount Lemmon Survey       |
| 695667 | 2016 AZ101               | 11 novembre 2014  | Pan-STARRS                |
| 695668 | 2016 AM102               | 7 gennaio 2016    | Pan-STARRS                |
| 695669 | 2016 AF105               | 21 ottobre 2008   | Mount Lemmon Survey       |
| 695670 | 2016 AN105               | 26 dicembre 2011  | Mount Lemmon Survey       |
| 695671 | 2016 AT106               | 3 novembre 2005   | Mount Lemmon Survey       |
| 695672 | 2016 AC107               | 13 maggio 2009    | Mount Lemmon Survey       |
| 695673 | 2016 AN113               | 11 aprile 2007    | Mount Lemmon Survey       |
| 695674 | 2016 AC114               | 5 novembre 2007   | Mount Lemmon Survey       |
| 695675 | 2016 AZ114               | 21 novembre 2014  | Pan-STARRS                |
| 695676 | 2016 AF115               | 27 aprile 2012    | Pan-STARRS                |
| 695677 | 2016 AR115               | 20 ottobre 2007   | Mount Lemmon Survey       |
| 695678 | 2016 AG117               | 20 settembre 2014 | Pan-STARRS                |
| 695679 | 2016 AF120               | 1 ottobre 2013    | Mount Lemmon Survey       |
| 695680 | 2016 AU120               | 6 settembre 2013  | Spacewatch                |
| 695681 | 2016 AY122               | 8 gennaio 2016    | Pan-STARRS                |
| 695682 | 2016 AC128               | 8 gennaio 2016    | Pan-STARRS                |
| 695683 | 2016 AG136               | 13 dicembre 2015  | Pan-STARRS                |
| 695684 | 2016 AJ137               | 1 ottobre 2014    | Pan-STARRS                |
| 695685 | 2016 AJ138               | 7 settembre 2008  | Mount Lemmon Survey       |
| 695686 | 2016 AD140               | 9 gennaio 2016    | Pan-STARRS                |
| 695687 | 2016 AW141               | 9 novembre 2007   | Mount Lemmon Survey       |
| 695688 | 2016 AJ145               | 9 gennaio 2016    | Pan-STARRS                |
| 695689 | 2016 AZ148               | 19 settembre 1998 | SDSS Collaboration        |
| 695690 | 2016 AG153               | 11 gennaio 2016   | Pan-STARRS                |
| 695691 | 2016 AC157               | 3 ottobre 2014    | Mount Lemmon Survey       |
| 695692 | 2016 AY162               | 24 giugno 2014    | Pan-STARRS                |
| 695693 | 2016 AN163               | 11 gennaio 2016   | Pan-STARRS                |
| 695694 | 2016 AQ165               | 9 dicembre 2015   | Pan-STARRS                |
| 695695 | 2016 AC168               | 13 ottobre 2014   | Mount Lemmon Survey       |
| 695696 | 2016 AB169               | 19 novembre 2003  | Spacewatch                |
| 695697 | 2016 AX177               | 22 ottobre 2003   | Spacewatch                |
| 695698 | 2016 AY177               | 13 dicembre 2015  | Pan-STARRS                |
| 695699 | 2016 AA181               | 9 giugno 2013     | Mount Lemmon Survey       |
| 695700 | 2016 AY181               | 29 settembre 2008 | Mount Lemmon Survey       |

## 695701–695800
| Nome   | Designazione provvisoria | Data di scoperta  | Scopritore          |
| ------ | ------------------------ | ----------------- | ------------------- |
| 695701 | 2016 AK182               | 5 ottobre 2013    | Pan-STARRS          |
| 695702 | 2016 AE188               | 21 ottobre 2015   | Pan-STARRS          |
| 695703 | 2016 AO189               | 28 luglio 2009    | CSS                 |
| 695704 | 2016 AJ190               | 13 gennaio 2016   | Pan-STARRS          |
| 695705 | 2016 AL192               | 3 dicembre 2015   | Pan-STARRS          |
| 695706 | 2016 AP192               | 21 giugno 2007    | Mount Lemmon Survey |
| 695707 | 2016 AV194               | 18 agosto 2014    | Pan-STARRS          |
| 695708 | 2016 AH195               | 12 gennaio 2016   | Pan-STARRS          |
| 695709 | 2016 AN196               | 22 giugno 2014    | Mount Lemmon Survey |
| 695710 | 2016 AP196               | 4 marzo 2011      | CSS                 |
| 695711 | 2016 AV198               | 11 febbraio 2008  | Spacewatch          |
| 695712 | 2016 AC200               | 14 gennaio 2016   | Pan-STARRS          |
| 695713 | 2016 AX200               | 27 novembre 2010  | Mount Lemmon Survey |
| 695714 | 2016 AF211               | 9 gennaio 2016    | Pan-STARRS          |
| 695715 | 2016 AK216               | 4 settembre 2008  | Spacewatch          |
| 695716 | 2016 AZ216               | 9 marzo 2011      | Mount Lemmon Survey |
| 695717 | 2016 AD217               | 7 gennaio 2016    | Pan-STARRS          |
| 695718 | 2016 AF217               | 8 ottobre 2008    | Spacewatch          |
| 695719 | 2016 AG217               | 20 dicembre 2004  | Mount Lemmon Survey |
| 695720 | 2016 AH217               | 2 ottobre 2013    | Mount Lemmon Survey |
| 695721 | 2016 AU219               | 31 gennaio 2009   | Spacewatch          |
| 695722 | 2016 AC220               | 14 agosto 2013    | Pan-STARRS          |
| 695723 | 2016 AN220               | 19 agosto 2006    | Spacewatch          |
| 695724 | 2016 AN222               | 28 settembre 1997 | Spacewatch          |
| 695725 | 2016 AW222               | 2 gennaio 2016    | Mount Lemmon Survey |
| 695726 | 2016 AB223               | 27 marzo 2012     | Mount Lemmon Survey |
| 695727 | 2016 AC223               | 8 febbraio 2011   | Spacewatch          |
| 695728 | 2016 AE223               | 4 febbraio 2000   | Spacewatch          |
| 695729 | 2016 AF223               | 3 gennaio 2016    | Pan-STARRS          |
| 695730 | 2016 AH223               | 7 ottobre 2007    | Mount Lemmon Survey |
| 695731 | 2016 AK223               | 3 gennaio 2016    | Pan-STARRS          |
| 695732 | 2016 AT223               | 13 settembre 2013 | Mount Lemmon Survey |
| 695733 | 2016 AF224               | 14 febbraio 2005  | Spacewatch          |
| 695734 | 2016 AL225               | 15 novembre 2007  | Mount Lemmon Survey |
| 695735 | 2016 AE226               | 30 gennaio 2006   | Spacewatch          |
| 695736 | 2016 AS227               | 20 dicembre 2009  | Mount Lemmon Survey |
| 695737 | 2016 AT227               | 12 febbraio 2011  | Mount Lemmon Survey |
| 695738 | 2016 AC228               | 8 novembre 2008   | Mount Lemmon Survey |
| 695739 | 2016 AA230               | 9 ottobre 2008    | Mount Lemmon Survey |
| 695740 | 2016 AA231               | 30 gennaio 2011   | Mount Lemmon Survey |
| 695741 | 2016 AB231               | 26 ottobre 2011   | Pan-STARRS          |
| 695742 | 2016 AD231               | 30 ottobre 2014   | Mount Lemmon Survey |
| 695743 | 2016 AG231               | 1 ottobre 2009    | Mount Lemmon Survey |
| 695744 | 2016 AM231               | 25 ottobre 2014   | Mount Lemmon Survey |
| 695745 | 2016 AT231               | 21 settembre 2009 | Mount Lemmon Survey |
| 695746 | 2016 AU231               | 28 febbraio 2009  | Spacewatch          |
| 695747 | 2016 AK233               | 3 gennaio 2016    | Pan-STARRS          |
| 695748 | 2016 AC236               | 25 dicembre 2001  | Spacewatch          |
| 695749 | 2016 AE236               | 5 ottobre 2003    | Spacewatch          |
| 695750 | 2016 AG236               | 20 novembre 2003  | Spacewatch          |
| 695751 | 2016 AR237               | 11 maggio 2007    | Mount Lemmon Survey |
| 695752 | 2016 AW237               | 20 maggio 2006    | Mount Lemmon Survey |
| 695753 | 2016 AX237               | 24 settembre 2008 | Mount Lemmon Survey |
| 695754 | 2016 AJ241               | 27 settembre 2009 | Mount Lemmon Survey |
| 695755 | 2016 AP242               | 28 agosto 2013    | Mount Lemmon Survey |
| 695756 | 2016 AE243               | 3 gennaio 2016    | Pan-STARRS          |
| 695757 | 2016 AQ245               | 2 aprile 2009     | Spacewatch          |
| 695758 | 2016 AK247               | 29 gennaio 2003   | Spacewatch          |
| 695759 | 2016 AW249               | 4 gennaio 2016    | Pan-STARRS          |
| 695760 | 2016 AK250               | 28 gennaio 2011   | Mount Lemmon Survey |
| 695761 | 2016 AY250               | 10 febbraio 2011  | Mount Lemmon Survey |
| 695762 | 2016 AQ251               | 4 gennaio 2016    | Pan-STARRS          |
| 695763 | 2016 AF253               | 31 ottobre 2013   | Mount Lemmon Survey |
| 695764 | 2016 AL255               | 7 gennaio 2016    | Pan-STARRS          |
| 695765 | 2016 AR255               | 4 ottobre 2014    | Mount Lemmon Survey |
| 695766 | 2016 AH256               | 18 settembre 2014 | Pan-STARRS          |
| 695767 | 2016 AB261               | 8 gennaio 2016    | Pan-STARRS          |
| 695768 | 2016 AH261               | 2 marzo 2011      | Mount Lemmon Survey |
| 695769 | 2016 AL262               | 10 marzo 2005     | Mount Lemmon Survey |
| 695770 | 2016 AS265               | 9 gennaio 2016    | Pan-STARRS          |
| 695771 | 2016 AJ270               | 5 dicembre 2008   | Spacewatch          |
| 695772 | 2016 AR271               | 3 novembre 2008   | Mount Lemmon Survey |
| 695773 | 2016 AG272               | 23 ottobre 2011   | Pan-STARRS          |
| 695774 | 2016 AC275               | 14 gennaio 2016   | Pan-STARRS          |
| 695775 | 2016 AE276               | 14 agosto 2013    | Pan-STARRS          |
| 695776 | 2016 AL276               | 14 gennaio 2016   | Pan-STARRS          |
| 695777 | 2016 AT276               | 2 luglio 2013     | Pan-STARRS          |
| 695778 | 2016 AR291               | 4 gennaio 2016    | Pan-STARRS          |
| 695779 | 2016 AU296               | 7 gennaio 2016    | Pan-STARRS          |
| 695780 | 2016 AF301               | 2 gennaio 2016    | Mount Lemmon Survey |
| 695781 | 2016 AB305               | 12 gennaio 2016   | Pan-STARRS          |
| 695782 | 2016 AW305               | 4 gennaio 2016    | Pan-STARRS          |
| 695783 | 2016 AA306               | 2 gennaio 2016    | Pan-STARRS          |
| 695784 | 2016 AB306               | 3 gennaio 2016    | Mount Lemmon Survey |
| 695785 | 2016 AS306               | 3 gennaio 2016    | Pan-STARRS          |
| 695786 | 2016 AX308               | 4 gennaio 2016    | Pan-STARRS          |
| 695787 | 2016 AQ309               | 2 gennaio 2016    | Pan-STARRS          |
| 695788 | 2016 AH311               | 4 gennaio 2016    | Pan-STARRS          |
| 695789 | 2016 AZ311               | 3 gennaio 2016    | Pan-STARRS          |
| 695790 | 2016 AP315               | 2 gennaio 2016    | Mount Lemmon Survey |
| 695791 | 2016 AB316               | 4 gennaio 2016    | Pan-STARRS          |
| 695792 | 2016 AR316               | 2 gennaio 2016    | Mount Lemmon Survey |
| 695793 | 2016 AH320               | 3 gennaio 2016    | Pan-STARRS          |
| 695794 | 2016 AQ324               | 4 gennaio 2016    | Pan-STARRS          |
| 695795 | 2016 AK325               | 4 gennaio 2016    | Pan-STARRS          |
| 695796 | 2016 AT329               | 4 gennaio 2016    | Pan-STARRS          |
| 695797 | 2016 AM342               | 4 gennaio 2016    | Pan-STARRS          |
| 695798 | 2016 AX344               | 12 gennaio 2016   | Pan-STARRS          |
| 695799 | 2016 AP347               | 3 gennaio 2016    | Pan-STARRS          |
| 695800 | 2016 AE351               | 4 gennaio 2016    | Pan-STARRS          |

## 695801–695900
| Nome   | Designazione provvisoria | Data di scoperta  | Scopritore                      |
| ------ | ------------------------ | ----------------- | ------------------------------- |
| 695801 | 2016 AQ352               | 7 gennaio 2016    | Pan-STARRS                      |
| 695802 | 2016 AX354               | 19 settembre 2014 | Pan-STARRS                      |
| 695803 | 2016 AV359               | 11 gennaio 2016   | Pan-STARRS                      |
| 695804 | 2016 AJ365               | 3 gennaio 2016    | Mount Lemmon Survey             |
| 695805 | 2016 BV3                 | 25 dicembre 2010  | Mount Lemmon Survey             |
| 695806 | 2016 BK5                 | 9 dicembre 2015   | Pan-STARRS                      |
| 695807 | 2016 BE9                 | 19 settembre 2014 | Pan-STARRS                      |
| 695808 | 2016 BE12                | 30 agosto 2014    | Pan-STARRS                      |
| 695809 | 2016 BG12                | 4 gennaio 2016    | Pan-STARRS                      |
| 695810 | 2016 BM14                | 28 gennaio 2016   | Pan-STARRS                      |
| 695811 | 2016 BB17                | 23 dicembre 2001  | Spacewatch                      |
| 695812 | 2016 BY17                | 4 febbraio 2005   | Mount Lemmon Survey             |
| 695813 | 2016 BD19                | 18 settembre 2009 | Spacewatch                      |
| 695814 | 2016 BR20                | 9 agosto 2007     | Spacewatch                      |
| 695815 | 2016 BZ20                | 28 giugno 2014    | Pan-STARRS                      |
| 695816 | 2016 BA22                | 8 ottobre 2007    | Mount Lemmon Survey             |
| 695817 | 2016 BH22                | 12 agosto 2013    | Spacewatch                      |
| 695818 | 2016 BS23                | 29 agosto 2009    | Spacewatch                      |
| 695819 | 2016 BQ24                | 4 settembre 2007  | Mount Lemmon Survey             |
| 695820 | 2016 BN25                | 18 giugno 2013    | Pan-STARRS                      |
| 695821 | 2016 BF26                | 11 gennaio 2011   | Spacewatch                      |
| 695822 | 2016 BG26                | 30 settembre 2005 | Spacewatch                      |
| 695823 | 2016 BX27                | 20 giugno 2013    | Pan-STARRS                      |
| 695824 | 2016 BV29                | 29 aprile 2011    | Spacewatch                      |
| 695825 | 2016 BW30                | 8 gennaio 2016    | Pan-STARRS                      |
| 695826 | 2016 BQ33                | 26 ottobre 2011   | Pan-STARRS                      |
| 695827 | 2016 BZ33                | 12 agosto 2013    | Pan-STARRS                      |
| 695828 | 2016 BM34                | 15 settembre 2004 | Spacewatch                      |
| 695829 | 2016 BG35                | 12 settembre 2007 | Mount Lemmon Survey             |
| 695830 | 2016 BK37                | 7 gennaio 2016    | Pan-STARRS                      |
| 695831 | 2016 BX38                | 8 luglio 2014     | Pan-STARRS                      |
| 695832 | 2016 BG44                | 12 agosto 2013    | Pan-STARRS                      |
| 695833 | 2016 BW44                | 29 gennaio 2016   | Mount Lemmon Survey             |
| 695834 | 2016 BL47                | 26 ottobre 2011   | T. V. Kryachko, B. Satovski     |
| 695835 | 2016 BX49                | 24 ottobre 2011   | Spacewatch                      |
| 695836 | 2016 BV52                | 4 febbraio 2006   | Spacewatch                      |
| 695837 | 2016 BY52                | 14 agosto 2013    | Pan-STARRS                      |
| 695838 | 2016 BJ54                | 27 gennaio 2006   | Mount Lemmon Survey             |
| 695839 | 2016 BJ55                | 29 luglio 2008    | Spacewatch                      |
| 695840 | 2016 BD57                | 30 gennaio 2006   | Spacewatch                      |
| 695841 | 2016 BE57                | 23 luglio 2007    | LUSS                            |
| 695842 | 2016 BQ58                | 9 gennaio 2016    | Pan-STARRS                      |
| 695843 | 2016 BB59                | 18 aprile 2009    | Mount Lemmon Survey             |
| 695844 | 2016 BF60                | 18 settembre 2003 | Spacewatch                      |
| 695845 | 2016 BJ60                | 5 settembre 2008  | Spacewatch                      |
| 695846 | 2016 BK60                | 30 gennaio 2016   | Mount Lemmon Survey             |
| 695847 | 2016 BN60                | 8 gennaio 2016    | Pan-STARRS                      |
| 695848 | 2016 BS60                | 13 settembre 2007 | Mount Lemmon Survey             |
| 695849 | 2016 BZ60                | 25 dicembre 2011  | Mount Lemmon Survey             |
| 695850 | 2016 BQ62                | 20 agosto 2014    | Pan-STARRS                      |
| 695851 | 2016 BB63                | 24 novembre 2014  | Mount Lemmon Survey             |
| 695852 | 2016 BV67                | 2 ottobre 2003    | Spacewatch                      |
| 695853 | 2016 BS76                | 24 novembre 2011  | Mount Lemmon Survey             |
| 695854 | 2016 BX76                | 13 luglio 2013    | Pan-STARRS                      |
| 695855 | 2016 BC78                | 18 ottobre 2003   | Spacewatch                      |
| 695856 | 2016 BG78                | 11 settembre 2007 | Mount Lemmon Survey             |
| 695857 | 2016 BA81                | 19 marzo 2009     | Spacewatch                      |
| 695858 | 2016 BR88                | 12 gennaio 2011   | Mount Lemmon Survey             |
| 695859 | 2016 BN89                | 15 agosto 2013    | Pan-STARRS                      |
| 695860 | 2016 BD91                | 12 agosto 2013    | Pan-STARRS                      |
| 695861 | 2016 BG91                | 17 gennaio 2016   | Pan-STARRS                      |
| 695862 | 2016 BM91                | 18 gennaio 2016   | Pan-STARRS                      |
| 695863 | 2016 BK93                | 5 febbraio 2000   | Spacewatch                      |
| 695864 | 2016 BU93                | 15 agosto 2013    | Pan-STARRS                      |
| 695865 | 2016 BF94                | 16 settembre 2003 | Spacewatch                      |
| 695866 | 2016 BG94                | 31 gennaio 2016   | Mount Lemmon Survey             |
| 695867 | 2016 BA95                | 16 gennaio 2016   | Pan-STARRS                      |
| 695868 | 2016 BR96                | 17 gennaio 2016   | Pan-STARRS                      |
| 695869 | 2016 BY96                | 14 settembre 2013 | Mount Lemmon Survey             |
| 695870 | 2016 BZ97                | 10 novembre 2009  | Spacewatch                      |
| 695871 | 2016 BC98                | 17 gennaio 2016   | Pan-STARRS                      |
| 695872 | 2016 BP98                | 28 gennaio 2004   | Spacewatch                      |
| 695873 | 2016 BW104               | 2 settembre 2014  | Pan-STARRS                      |
| 695874 | 2016 BA105               | 28 agosto 2014    | Pan-STARRS                      |
| 695875 | 2016 BG113               | 23 ottobre 2003   | L. H. Wasserman, D. E. Trilling |
| 695876 | 2016 BK114               | 31 gennaio 2016   | Pan-STARRS                      |
| 695877 | 2016 BR130               | 29 gennaio 2016   | Mount Lemmon Survey             |
| 695878 | 2016 BT130               | 30 gennaio 2016   | Mount Lemmon Survey             |
| 695879 | 2016 BC134               | 30 agosto 2014    | Pan-STARRS                      |
| 695880 | 2016 BH138               | 9 novembre 2007   | Spacewatch                      |
| 695881 | 2016 BT139               | 31 ottobre 2014   | Mount Lemmon Survey             |
| 695882 | 2016 CM2                 | 8 maggio 2013     | Pan-STARRS                      |
| 695883 | 2016 CZ5                 | 21 marzo 2009     | Spacewatch                      |
| 695884 | 2016 CP6                 | 13 dicembre 2004  | Spacewatch                      |
| 695885 | 2016 CX6                 | 15 ottobre 2007   | Mount Lemmon Survey             |
| 695886 | 2016 CE7                 | 4 marzo 2005      | Mount Lemmon Survey             |
| 695887 | 2016 CV7                 | 9 agosto 2013     | Pan-STARRS                      |
| 695888 | 2016 CB10                | 4 gennaio 2016    | Pan-STARRS                      |
| 695889 | 2016 CR10                | 23 settembre 2008 | Mount Lemmon Survey             |
| 695890 | 2016 CZ12                | 11 marzo 2005     | Mount Lemmon Survey             |
| 695891 | 2016 CS13                | 21 dicembre 2008  | Mount Lemmon Survey             |
| 695892 | 2016 CP14                | 10 settembre 2007 | Spacewatch                      |
| 695893 | 2016 CG16                | 19 dicembre 2004  | Mount Lemmon Survey             |
| 695894 | 2016 CS17                | 16 febbraio 2010  | Mount Lemmon Survey             |
| 695895 | 2016 CM19                | 8 ottobre 2008    | Mount Lemmon Survey             |
| 695896 | 2016 CD20                | 14 febbraio 2005  | Spacewatch                      |
| 695897 | 2016 CG20                | 11 ottobre 2010   | Mount Lemmon Survey             |
| 695898 | 2016 CW20                | 15 gennaio 2016   | Pan-STARRS                      |
| 695899 | 2016 CS21                | 12 luglio 2013    | Pan-STARRS                      |
| 695900 | 2016 CC22                | 29 marzo 2009     | W. Bickel                       |

## 695901–696000
| Nome   | Designazione provvisoria | Data di scoperta  | Scopritore                  |
| ------ | ------------------------ | ----------------- | --------------------------- |
| 695901 | 2016 CQ22                | 24 marzo 2006     | Spacewatch                  |
| 695902 | 2016 CG26                | 10 marzo 2005     | M. W. Buie, L. H. Wasserman |
| 695903 | 2016 CO28                | 26 novembre 2014  | Pan-STARRS                  |
| 695904 | 2016 CN33                | 4 aprile 1998     | Spacewatch                  |
| 695905 | 2016 CH36                | 29 gennaio 2016   | Mount Lemmon Survey         |
| 695906 | 2016 CU37                | 9 ottobre 2007    | Mount Lemmon Survey         |
| 695907 | 2016 CG38                | 12 marzo 2011     | Mount Lemmon Survey         |
| 695908 | 2016 CJ38                | 3 settembre 2008  | Spacewatch                  |
| 695909 | 2016 CS39                | 4 agosto 2013     | Pan-STARRS                  |
| 695910 | 2016 CJ41                | 8 gennaio 2016    | Pan-STARRS                  |
| 695911 | 2016 CT43                | 2 aprile 2009     | Spacewatch                  |
| 695912 | 2016 CK44                | 19 dicembre 2004  | Mount Lemmon Survey         |
| 695913 | 2016 CT46                | 9 marzo 2011      | Mount Lemmon Survey         |
| 695914 | 2016 CA47                | 12 ottobre 2007   | Spacewatch                  |
| 695915 | 2016 CQ47                | 18 settembre 2014 | Pan-STARRS                  |
| 695916 | 2016 CG50                | 21 novembre 2007  | Mount Lemmon Survey         |
| 695917 | 2016 CD52                | 29 settembre 2008 | Mount Lemmon Survey         |
| 695918 | 2016 CS52                | 1 febbraio 2005   | Spacewatch                  |
| 695919 | 2016 CT53                | 18 dicembre 2007  | Spacewatch                  |
| 695920 | 2016 CZ54                | 14 marzo 2011     | Mount Lemmon Survey         |
| 695921 | 2016 CY55                | 21 aprile 2009    | Spacewatch                  |
| 695922 | 2016 CF70                | 28 agosto 2003    | NEAT                        |
| 695923 | 2016 CF71                | 9 ottobre 2007    | Mount Lemmon Survey         |
| 695924 | 2016 CN71                | 17 novembre 2011  | Mount Lemmon Survey         |
| 695925 | 2016 CE73                | 1 novembre 2008   | Spacewatch                  |
| 695926 | 2016 CQ73                | 3 novembre 2008   | Spacewatch                  |
| 695927 | 2016 CX73                | 6 marzo 2008      | Mount Lemmon Survey         |
| 695928 | 2016 CJ74                | 23 ottobre 2006   | Mount Lemmon Survey         |
| 695929 | 2016 CV76                | 24 febbraio 2006  | Spacewatch                  |
| 695930 | 2016 CO77                | 26 aprile 2009    | Spacewatch                  |
| 695931 | 2016 CT78                | 28 novembre 2014  | Pan-STARRS                  |
| 695932 | 2016 CO79                | 5 febbraio 2016   | Pan-STARRS                  |
| 695933 | 2016 CP79                | 9 febbraio 2005   | Mount Lemmon Survey         |
| 695934 | 2016 CF84                | 17 aprile 2013    | Pan-STARRS                  |
| 695935 | 2016 CG84                | 7 novembre 2008   | Mount Lemmon Survey         |
| 695936 | 2016 CJ88                | 4 dicembre 2007   | Mount Lemmon Survey         |
| 695937 | 2016 CS95                | 26 ottobre 2001   | Spacewatch                  |
| 695938 | 2016 CO98                | 14 marzo 2011     | Mount Lemmon Survey         |
| 695939 | 2016 CS104               | 30 aprile 2013    | Mount Lemmon Survey         |
| 695940 | 2016 CC105               | 4 gennaio 2016    | Pan-STARRS                  |
| 695941 | 2016 CY105               | 26 ottobre 2009   | Mount Lemmon Survey         |
| 695942 | 2016 CV108               | 16 maggio 2013    | Pan-STARRS                  |
| 695943 | 2016 CS109               | 14 marzo 2005     | Mount Lemmon Survey         |
| 695944 | 2016 CC112               | 5 febbraio 2011   | Pan-STARRS                  |
| 695945 | 2016 CU114               | 1 ottobre 2008    | Spacewatch                  |
| 695946 | 2016 CN121               | 19 settembre 2014 | Pan-STARRS                  |
| 695947 | 2016 CM122               | 9 dicembre 2015   | Pan-STARRS                  |
| 695948 | 2016 CP126               | 3 aprile 2011     | SSS                         |
| 695949 | 2016 CH130               | 26 ottobre 2008   | Spacewatch                  |
| 695950 | 2016 CQ131               | 15 agosto 2012    | SSS                         |
| 695951 | 2016 CD133               | 3 marzo 2009      | Mount Lemmon Survey         |
| 695952 | 2016 CD135               | 28 agosto 2014    | Pan-STARRS                  |
| 695953 | 2016 CR139               | 8 ottobre 2007    | Mount Lemmon Survey         |
| 695954 | 2016 CT145               | 1 ottobre 2003    | Spacewatch                  |
| 695955 | 2016 CD146               | 25 febbraio 2011  | Mount Lemmon Survey         |
| 695956 | 2016 CP146               | 24 ottobre 2003   | Spacewatch                  |
| 695957 | 2016 CJ147               | 20 febbraio 2009  | Spacewatch                  |
| 695958 | 2016 CM148               | 23 novembre 2003  | Kitt Peak Obs.              |
| 695959 | 2016 CP151               | 3 gennaio 2016    | Pan-STARRS                  |
| 695960 | 2016 CC152               | 24 maggio 2006    | Spacewatch                  |
| 695961 | 2016 CF154               | 1 febbraio 2009   | Spacewatch                  |
| 695962 | 2016 CC157               | 29 settembre 2010 | Mount Lemmon Survey         |
| 695963 | 2016 CS157               | 25 novembre 2011  | Pan-STARRS                  |
| 695964 | 2016 CV157               | 1 maggio 2011     | Pan-STARRS                  |
| 695965 | 2016 CS158               | 22 gennaio 2002   | Spacewatch                  |
| 695966 | 2016 CA160               | 17 novembre 2014  | Pan-STARRS                  |
| 695967 | 2016 CE161               | 20 novembre 2014  | Mount Lemmon Survey         |
| 695968 | 2016 CF161               | 7 settembre 2014  | Pan-STARRS                  |
| 695969 | 2016 CY163               | 24 marzo 2006     | Spacewatch                  |
| 695970 | 2016 CZ168               | 6 luglio 2014     | Pan-STARRS                  |
| 695971 | 2016 CR172               | 15 gennaio 2016   | Pan-STARRS                  |
| 695972 | 2016 CT179               | 23 settembre 2008 | Mount Lemmon Survey         |
| 695973 | 2016 CR182               | 1 marzo 2011      | Mount Lemmon Survey         |
| 695974 | 2016 CD183               | 8 dicembre 2015   | Pan-STARRS                  |
| 695975 | 2016 CQ183               | 15 agosto 2013    | Pan-STARRS                  |
| 695976 | 2016 CH190               | 16 settembre 2003 | Spacewatch                  |
| 695977 | 2016 CQ190               | 30 ottobre 2011   | Spacewatch                  |
| 695978 | 2016 CX190               | 29 ottobre 2005   | Spacewatch                  |
| 695979 | 2016 CO191               | 2 dicembre 2011   | ESA OGS                     |
| 695980 | 2016 CC192               | 12 settembre 2004 | Spacewatch                  |
| 695981 | 2016 CD192               | 27 febbraio 2009  | Spacewatch                  |
| 695982 | 2016 CD195               | 10 febbraio 2016  | Pan-STARRS                  |
| 695983 | 2016 CS196               | 9 febbraio 2016   | Mount Lemmon Survey         |
| 695984 | 2016 CB197               | 14 febbraio 2005  | Spacewatch                  |
| 695985 | 2016 CA198               | 1 maggio 2011     | Pan-STARRS                  |
| 695986 | 2016 CS199               | 24 maggio 2006    | Spacewatch                  |
| 695987 | 2016 CW200               | 2 febbraio 2005   | Spacewatch                  |
| 695988 | 2016 CX200               | 26 gennaio 2012   | Mount Lemmon Survey         |
| 695989 | 2016 CB202               | 18 gennaio 2005   | Spacewatch                  |
| 695990 | 2016 CO203               | 9 febbraio 2016   | Pan-STARRS                  |
| 695991 | 2016 CJ204               | 27 agosto 2014    | Pan-STARRS                  |
| 695992 | 2016 CN204               | 21 novembre 2014  | Pan-STARRS                  |
| 695993 | 2016 CQ204               | 27 gennaio 2012   | Mount Lemmon Survey         |
| 695994 | 2016 CD206               | 26 gennaio 2012   | Pan-STARRS                  |
| 695995 | 2016 CY208               | 21 gennaio 2016   | Mount Lemmon Survey         |
| 695996 | 2016 CS209               | 9 febbraio 2016   | Pan-STARRS                  |
| 695997 | 2016 CM210               | 9 febbraio 2016   | Pan-STARRS                  |
| 695998 | 2016 CV210               | 14 agosto 2013    | Pan-STARRS                  |
| 695999 | 2016 CA213               | 9 febbraio 2016   | Pan-STARRS                  |
| 696000 | 2016 CH213               | 9 febbraio 2016   | Pan-STARRS                  |